# История Курска
Официальной датой основания Курска принято считать 1032 год, именно эта дата упоминается в памятнике письменности «Житие Феодосия Печерского», написанный Нестором Летописцем в XI веке.

## Происхождение названия города
Город основан в 1032 году. 
Существует несколько вариантов происхождения названия Курска, согласно первой версии, название произошло от ручья Кур, так как город расположен в том месте, где ручей впадает в реку Тускарь. По преданию, раньше Кур был полноводной рекой, по которой могли ходить суда.
Вторая версия выдвигает предположение, что название города связано с тем, что раньше в данной местности обитало много куропаток.
Согласно третьей версии, название произошло от слова курица, которых издревле разводили на Курской земле, в качестве доказательства приводятся названия ближайших сёл, которые имеют «куриные названия».
Согласно четвёртой версии, древний Курск находился в месте перехода торгового пути «из варяг в греки». На старонорвежском языке «кур» означает «поселение», поэтому вполне вероятно, что именно варяги, или викинги могли быть основателями Курска.

## Древнейшие обитатели Курской земли

### До нашей эры
На территории Курска уже находились поселения людей в XX -- XV тысячелетиях до нашей эры , следы существования которых обнаружили в районе улиц Полевой и Котлякова. В это время в Европе был великий ледник, часть которого захватила и Курскую землю, которая, на тот момент, была покрыта болотистой тундрой. Первые жители жили в землянках и охотились на мамонтов.
В эпоху неолита льды отступили из Европы, что изменило климат Курской области, теперь люди селились у рек. Развивалась охота и рыболовство. Стоянки той эпохи обнаружены в некоторых сёлах и в самом Курске.
С наступлением бронзового века появились новые занятия людей, такие как скотоводство и земледелие, поселения перемещались с места на место. Стоянки были обнаружены по рекам Сейм и Тускарь. Захоронения бронзового века были обнаружены в центре Курска, датируются II тыс. до нашей эры. Захоронения принадлежали племенам катакомбной культуры. К второй половине II тысячелетия до нашей эры на Курской земле появились племена сосницкой культуры, возможные праславяне.
В эпоху раннего железа (занимает 1000 лет) жители восточной части Курской области занимались скотоводством, а западной — земледелием. Началась выплавка железа из многочисленных месторождений.
С VII до V века до нашей эры возникли посёлки с укреплениями, например: с рвами, стенами, валами, что говорит о возможных конфликтах и, следовательно, разложении первобытного строя.
Позже (VI—V век) при устье рек Тускарь и Кур возникла первая крепость, защищавшая тогдашних жителей Курска от врагов, возможно, даже 2500 лет назад город имел современное название.
Однако первая крепость долго не просуществовала, население покинуло город в связи с сарматским нашествием.

### Наша эра
Несмотря на нашествие, в первой половине I тысячелетия в северной части и на западе Курской области обитали племена черняховской культуры, которая заменила собой зарубинецкую. Многие историки дореволюционного времени объясняли смену, что черняховцы были воинственным народом и были скифами, даками или готами. Однако не все согласны с этим мнением, некоторые историки считают, что черняховцы имели праславянское происхождение.
Позже гунны привели черняховскую культуру к упадку, но не сумели уничтожить её. На территории Курского края поселения этой культуры просуществовали до V—VI веков, однако возможно последние черняховские поселенцы слились с вятичами и стали называться северянами. Позже на Курской земле появилась колочинская культура, представители которой были ассимилированы славянскими племенами к VIII веку.
Можно предположить, что в IX веке Курск уже был городом, как центр промышленности и торговли.

## Основание города
Официальной датой основания Курска принято считать 1032 год, именно эта дата упоминается в памятнике письменности «Житие Феодосия Печерского», написанный Нестором Летописцем в XI веке. Однако есть сомнения касательно достоверности этой даты, так как её не было в первоначальном тексте труда летописца, она была добавлена спустя 4 века после написания.
Согласно результатам археологических раскопок можно предположить, что Курская крепость была основана в 982—984 годах, во время правления Владимира Святославовича и располагалась на территории современной Красной площади города.
В «Житие Феодосия Печерского» описано каким был город в то время. Он управлялся наместниками князя из Киева, в нём были хорошо развиты торговля и ремесло, среди ремесленников выделялись кузнецы, которые делали различные предметы военного и хозяйственного назначения.

## Курское княжество
По данным Лаврентьевской летописи и «Повести временных лет» в 1095 (возможно, оно могло быть основано в 1068, 1077, 1093 или 1094) году образовалось Курское княжество. Первым князем стал сын Владимира Мономаха Изяслав Владимирович. Он создал крепость в городе и Курск стал важным форпостом Киевской Руси. Некоторое время оно было предметом спора между переяславским и северским княжествами, но в итоге вторые победили. В 1137—38 городом управлял Глеб Ольгович, а в 40-х гг. XII века Курском владел новгород-северский князь Святослав Ольгович, позже его пост занял его старший сын Игорь Святославич, 1237 (или 1239) году оно было опустошено монголами, однако, вероятно, курские князья были до 1278 года.

## Монгольское нашествие
Первая встреча курских воинов с монголами произошла на реке Калке в 1223 году, куда глава Курского княжества Олег привёл на место битвы свою дружину. Русские войска потерпели поражение из-за несогласованности действий. Спустя совсем немного времени полчища Батыя прошли по русским землям, уничтожая всё на своём пути. Курск был взят штурмом и сожжён монголами в 1237 или 1239 году. В летописях нет данных о разорении Курска, однако есть сведения, что в городе собирал дань жестокий баскак Ахмат.
После нашествия Курск отстроился на пепелище и начал развиваться быстрыми темпами, существуя в условиях обычной городской жизни.

## Разорение Курской земли (1289)
Из-за раздробленности Золотой Орды все южнорусские и украинские степи отошли ордынскому темнику — Ногаю, Ахмат отправлял ему дань, однако взял её сбор на откуп, заранее внеся в казну Ногая нужную сумму, после чего начал сам собирать деньги с населения, в значительно большем размере. Для князей была неприятной новость о создании двух слобод во владениях Олега Воргольского и Рыльского (Мстиславича). Туда льготами заманивали многих людей и они своим трудом обогащали Ахмата и разбойничали в окрестностях. Это приносило русским князьям убытки.
Тогда Олег вместе с Святославом Липовическим отправиться в ставку хана Телебуга (Тула-Буга), где подали жалобу на своеволие Ахмета, хан благосклонно отнёсся к просьбе князей и дал указ о разгоне слобод и отправлении людей обратно в их владения (возможно часть о разгоне слобод была придумана князьями или же летописцами). В слободе, согласно обычаями, нельзя было принимать людей из княжеств, на территории которых она основывалась.
Вернувшись князья опустошили одну слободу, вывели оттуда своих людей и захватили богатую добычу. В то время Ахмат находился у Ногая, и узнав о поступке князей оклеветал их и заявил, что они взбунтовались против татарской власти. Вероятно, Ногай понял реальную причину поступка князей, как элемент подспудной войны Телебуга против него. Ахмат передал Олегу требование явиться на суд, однако второй отказал, так не считал нужным ехать к темнику после выигрыша в суде у самого хана. После этого на «мятежника» была послана карательная рать. Олег бежал к Телебугу, Святослав в Воронежские леса. Из Воргола в течение 20 дней шло разорение окрестностей, на суд были представлены 13 старейших бояр, все они были принародно казнены: им отрубили правые руки и головы. После этого Ахмат покинул Курскую землю, в слободах он оставил двух братьев — баскаков.
В 1290 году Святослав Липовический вынудил их бежать из слобод в Курск, спустя день разбежалось и население обоих слобод.
Позже между двумя князьями произошёл конфликт и Олег убил Святослава выступив в походе против своего старого союзника, однако уже через год брат Святослава Александр убил Олега и его малолетних сыновей. После этого Ахмат и Ногай смогли превратить Курские земли в буферную зону между ордой и территориями с русским населением.

## Курск в составе Великого княжества Литовского
В 60-х годах 14 века дружины литовского князя Ольгерда Гедиминовича отвоевали у татар Курские земли, после чего на протяжении почти полутораста лет Курск стал частью Великого Княжества Литовского.

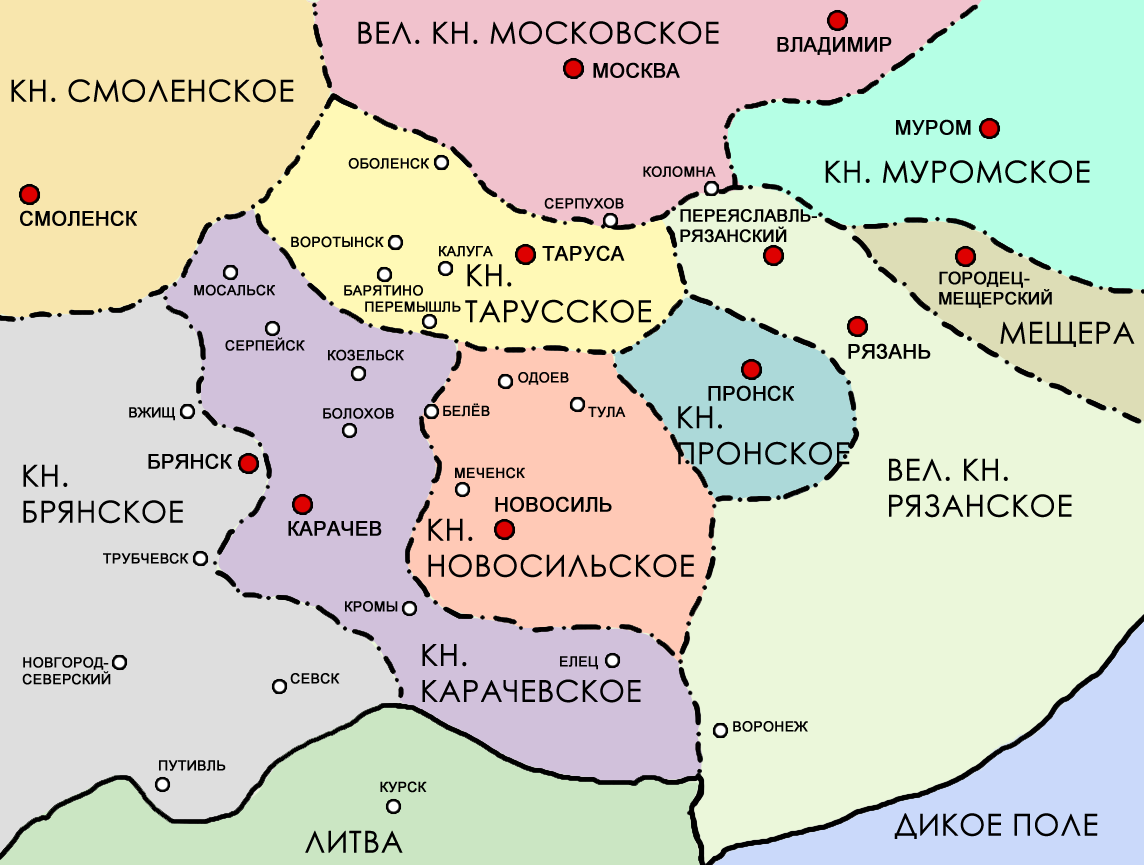
Курск в составе Великого княжества Литовского, Русского, Жемойтского и иных

В 1362 году Ольгерд победил татар, после чего стремительно и без сопротивления присоединил к Литве огромную территорию от Киева до Дона. Золотая орда не могла помешать князю, будучи раздираемой «великой замятней».
Курск упоминается в «Списке городов русских ближних и дальних», в котором в ходе перечисления «Киевськыи гроди», называют город.

Путивль на Семи, Рылеск, Куреск на Тускаре, Ничян на Псле, Лошици, располагавшиеся в окрестностях Путивля городки Бирин и Хотень, Хотмышль на Ворскле и целый ряд городов по Суде.

Трактат литовского князя Свидригайло с Тевтонским орденом (1432 год) называет среди владений Литвы Rylesk, Putywl, Chotmisl, Kuresk cum multis districtibus, Donyesk cum multis districtibus, Oskol, Milolubl, Muszeczcum multis districtibus.
Среди населённых пунктов Курского края и ближайших к нему регионов в конце ХIII — начале XVI веков по данным письменных источников известны такие города как: Курск, Рыльск, Воргол, Бирин и т. д.

## История Курска с начала XVI — начала XX века
До середины XV века Курск не упоминался в русских летописях. В 1508 году он вошёл в состав Русского государства со всеми своими землями, однако несмотря на это Курск и окружающие его территории были пограничной частью Руси. Московские князья начали восстановление Курска как города-крепости. Угроза со стороны крымских татар замедляла процесс восстановления. Только после постройки новых порубежных городов крепость была восстановлена к 1596 году.
Курск был также местом ссылок бунтовщиков: согласно царскому указу от 1582 года «тех, кто в суде лжёт и составит ябеду», нужно было бить кнутом, а потом «написать в казаки в украйные города Севск и Курск».
В XVII веке Курск пережил Смутное время, неоднократно отражал набеги крымцев и поляков (осада 1612 года). Крепость города была небольшой, по форме треугольной. С двух сторон её защищали реки Тускарь и Кур, а с третьей был вырыт овраг. Внутри крепости располагались житницы, тюрьмы, три церкви, торговые лавки и воеводская канцелярия. Жители города занимались земледелием, строили суда для перевозки хлеба в Рыльск и Путивль.
Во время Смоленской войны Курск отразил нападение польско-литовского войска во главе с Иеремией Вишневецким.
В 1654 году после восстания Богдана Хмельницкого граница отодвинулась от Курска, однако не исчезли риски нападения неприятелей. В 1663 году Григорий Григорьевич Ромодановский нанёс поражение польскому королю, войска которого дошли до курских городов — Рыльска и Путивля.
О богатстве товаров на курском рынке говорится в «Книге приходной пошлинным и судным деньгам». В ней перечислены многие товары: от писчей бумаги до изделий из серебра. В город прибывали купцы из многих городов. В XVII веке недалеко от Курска возникла Коренная ярмарка, которая быстро стала уступающей по значению другим крупным ярмаркам России. В Курске купцы скупали партии хлеба для армии и зарабатывали на этом состояния. Роль города в экономике страны росла, поэтому в 1779 году он получил статус столичного губернского центра. Так появилась Курское наместничество, преобразованное в 1797 в Курскую губернию.
В XVIII веке Курск имел следующие исторические районы и слободы:
- Солдатская слобода;
- Рассыльная слобода;
- Подьяческая слобода;
- Городовая слобода;
- Черкасская слобода;[1].
- Очаковская слобода;

Имелись ещё пригородные слободы, в черту города не входившие:
- Стрелецкая слобода,
- Пушкарная слобода,
- Казацкая слобода,
- Ямская слобода[1].

В XIX веке сформировался и был застроен исторический район Цыганский бугор.
В 1808 году в состав Курска были включены Солдатская Слобода, Рассыльная Слобода, Городовая Слобода, Черкасская Слобода (все 4 на южной окраине города), Кожевенная Слобода (на левом берегу Тускари).
Во время Отечественной войны 1812 года Курск не был фронтовым городом, но курские ополченцы храбро сражались под Бородино, Малоярославцем и Тарутином. Вклад жителей Курска в победу снабжением русской армии были замечены Кутузовым, ряд граждан Курска были награждены золотой медалью «За полезное».
К концу XIX века в Курске проживало примерно 40 тысяч человек. В окрестностях было развито хлебопашество, а горожане занимались огородничеством и садоводством. Саженцы и прививочные материалы, которые были выращены в городе, пользовались популярностью не только в соседних, но и в дальних губерниях.
В начале XX века Курск всё ещё был важным центром торговли, которая была сосредоточена на Красной площади. На ней размещалось 40 магазинов и 220 лавок, всего же их количество в городе начитывало около тысячи. Коренная ярмарка всё ещё была одной из крупных и значимых ярмарок.
В сборнике «Города России в 1904 году» о Курске сообщали, что в городе живёт 29845 тысяч мужчин и 26743 тысяч женщин. Население по национальности выглядело следующим образом: русские (95 %), евреи (2,5 %), поляки (1 %), немцы (1 %), турки и татары (0,5 %). Из 4529 строений каменными были 967, деревянными — 2677, смешанных (камень и дерево вместе) — 885. Всего улиц и переулков в Курске было 112, насчитывалось 500 керосиновых фонарей. На 82-х заводах и фабриках Курска трудилось 1392 рабочих.

### Первая русская революция
Первая русская революция началась в 1905 году в Петербурге. В Курске 12 февраля гимназисты организовали уличную демонстрацию с требованиями отстранить от преподавания и руководства учебными заведениями отдельных реакционеров и были разогнаны. В губернии происходили забастовки.
Кульминацией этих событий стала Всероссийская октябрьская политическая стачка, которая охватила город и железные дороги. Наряду с политическими лозунгами рабочие выдвигали социальные требования.
К концу 1905 года правительство приняло все меры по подавлению протеста. В ходе октябрьской и декабрьской стачек на Московско-Киево-Воронежской железной дороге 208 человек потеряли работу, а в январе 1906 было уволено более 300 рабочих.
В основе протеста крестьян Курской губернии было требование о справедливом распределении земельной собственности, уменьшение арендных цен на землю.
Издание царского манифеста 17 октября не принесло спокойствия на Курскую землю. Крестьяне поняли гражданские свободы как свободу насильственных действий над имуществом помещиков.

## Курск вПервой мировой войне

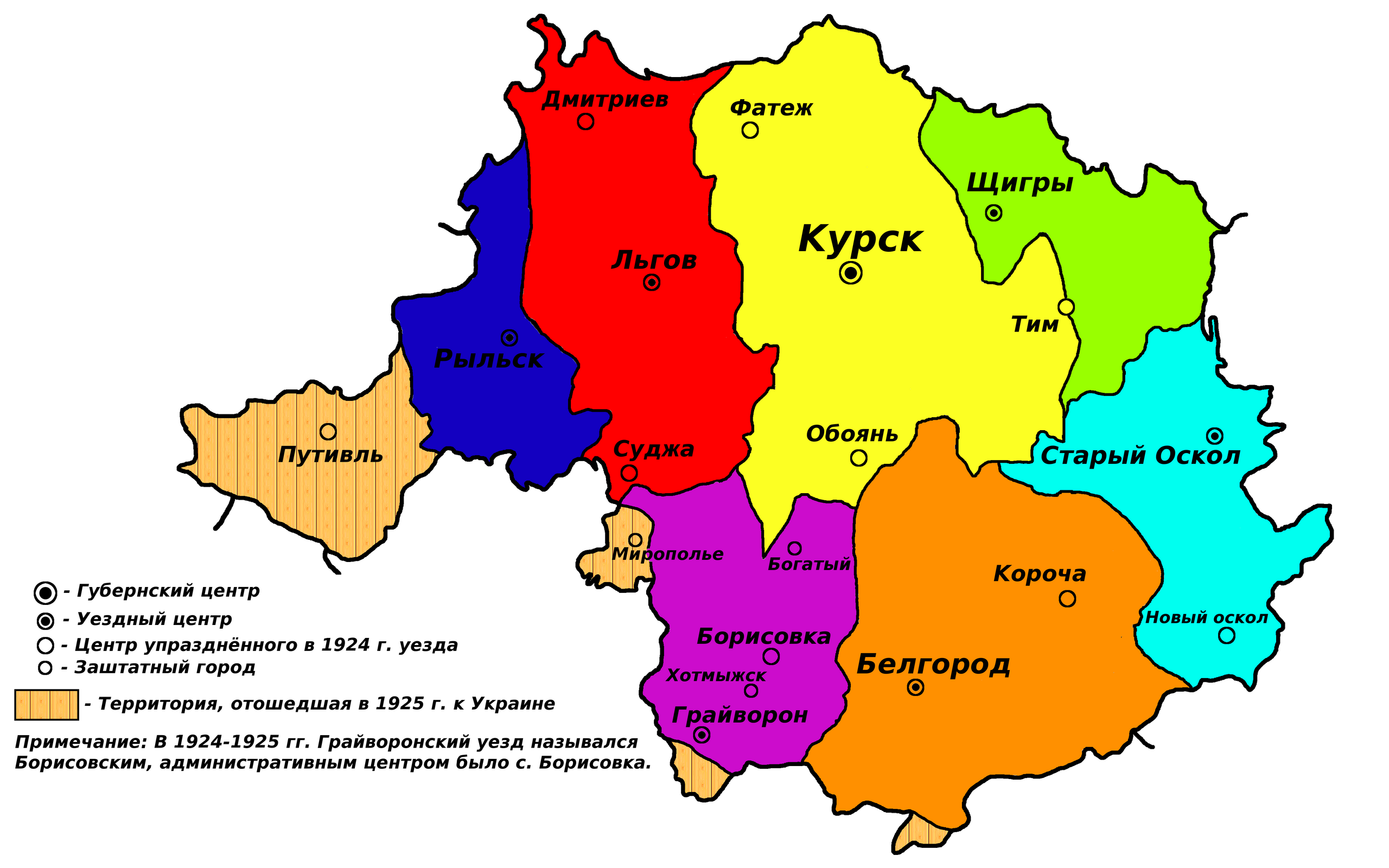
Курская губерния в 1924—1928 годах

В конце 1917 года в Курске была установлена советская власть, в марте 1918 на территорию Курской губернии вторглись германские войска и воинские части Центральной рады, которые заняли Белгородский, Грайворонский, Корочанский и частично Льговский, Новооскольский, Обоянский, Путивльский, Рыльский и Суджанский уезды. В мае 1918 было заключено перемирие и установлена демаркационная линия. В ноябре 1918 войска Германской империи покинули губернию, однако Белгородский уезд до февраля 1919 года считался частью Украины. С июня по декабрь 1919 года часть территорий губернии была занята Вооружёнными силами Юга России, в связи с этим Путивльский и Рыльский уезды были включены в состав Орловской губернии. Всего в Первой Мировой войне участвовало 340 тысяч выходцев из Курской губернии.

## Курск в период СССР
В условиях восстановления хозяйства после войны началось исследование Курской магнитной аномалии (КМА).
В 1924 году число уездов сократилось до 7 (были упразднены 8), в 1925 согласно комиссии по уточнению границ РСФСР, БССР и УССР Курская губерния уступила УССР почти всю территорию Путивльского уезда и ещё некоторые территории. В 1928 году губерния была ликвидирована, её территории вошли в состав Центрально-Чернозёмной области, которая была разделена в 1934 году, на Воронежскую и Курскую области, в состав последней вошло 60 районов. Курск стал центром новообразованной области.
В 1935 году было принято решение о новом административном делении. Итогом стало образование 92 районов, 21 города, 3 рабочих посёлка и 1592 сельских Советов.
Вместе с сельским хозяйством в области развивалась и промышленность. Были созданы новые отрасли промышленности: химическая, текстильная, фармацевтическая и тяжёлое машиностроение. Были реконструированы или построены 40 маслозаводов, 25 пенькозаводов, вступили в строй трикотажная, швейная и кожгалантерейная фабрики.
Также строились культурные учреждения, предприятия общественного питания и торговли, учебные заведения.
В начале сентября 1934 года был открыт Курский Государственный педагогический институт, ровно год спустя — Курский Государственный медицинский институт.

### Роль Курска вВеликой Отечественной войне
Во время Великой Отечественной войны Курская область была оккупирована с 2 октября 1941 до 2 февраля 1943 года, были разрушены 75 % предприятий, почти все совхозы и колхозы, ущерб от конфликта составил 27 миллиардов рублей в довоенных ценах. Со всей Курской области 18 099 мирных граждан были расстреляны, замучены или убиты. Куряне внесли вклад в разгром фашистской Германии.

#### Освобождение Курска
2 февраля 1943 года началось освобождение Курска, операция имела название «Звезда». Её осуществляла 60-я армия Воронежского фронта под командованием Ивана Даниловича Черняховского. 6 февраля он приказал уничтожить курскую группировку противника. К утру 7 февраля бои шли на окраинах города, на следующий день начался штурм кварталов города в центре, в 12 часов на здании бывшего дворца пионеров и школьников солдаты водрузили красный флаг. Юго-западная окраина Курска была освобождена в ночь на 9 февраля.  День освобождения Курска празднуется 8 февраля.
За время операции немцы потеряли 8 тысяч человек. Было захвачено 6 танков, 192 мотоцикла, 250 орудий, 300 автомобилей, около миллиона снарядов и 15 тысяч авиабомб.
Более 500 человек были награждены, Иван Данилович Черняховский был награждён орденом Суворова 1-й степени, однако он погиб в 1945 под Кёнигсбергом, его именем названа одна из улиц Курска.

#### Дальнейший вклад в победу
После освобождения столицы Курской области от фашистских захватчиков, куряне приняли участие в работах к подготовке к боям на Курской дуге. Курская битва завершила перелом не только в ходе Великой Отечественной войны, но и Второй мировой.

### Курск в 1943—1991 годах
Хозяйство области за период войны было сильно отброшено от довоенного уровня, но Курск сразу стал восстанавливаться после войны.
В течение 1943—1945 годов были восстановлены артели (78 %) и промышленные предприятия (69 %), также восстанавливались учреждения культуры и образования.
В 1944 году был принят план развития города на 25 лет вперёд.
Важным событием для Курской промышленности стал пуск завода «Резиновых технических изделий» в 1948 году, который за несколько лет вошёл в число крупнейших в стране химических предприятий.
Курск постепенно превращался в крупный индустриальный город.
В 50-е годы Курская область отдала 26 районов новообразованным областям: Белгородской (23) и Липецкой (3). В 1956 году были ликвидированы некоторые районы.

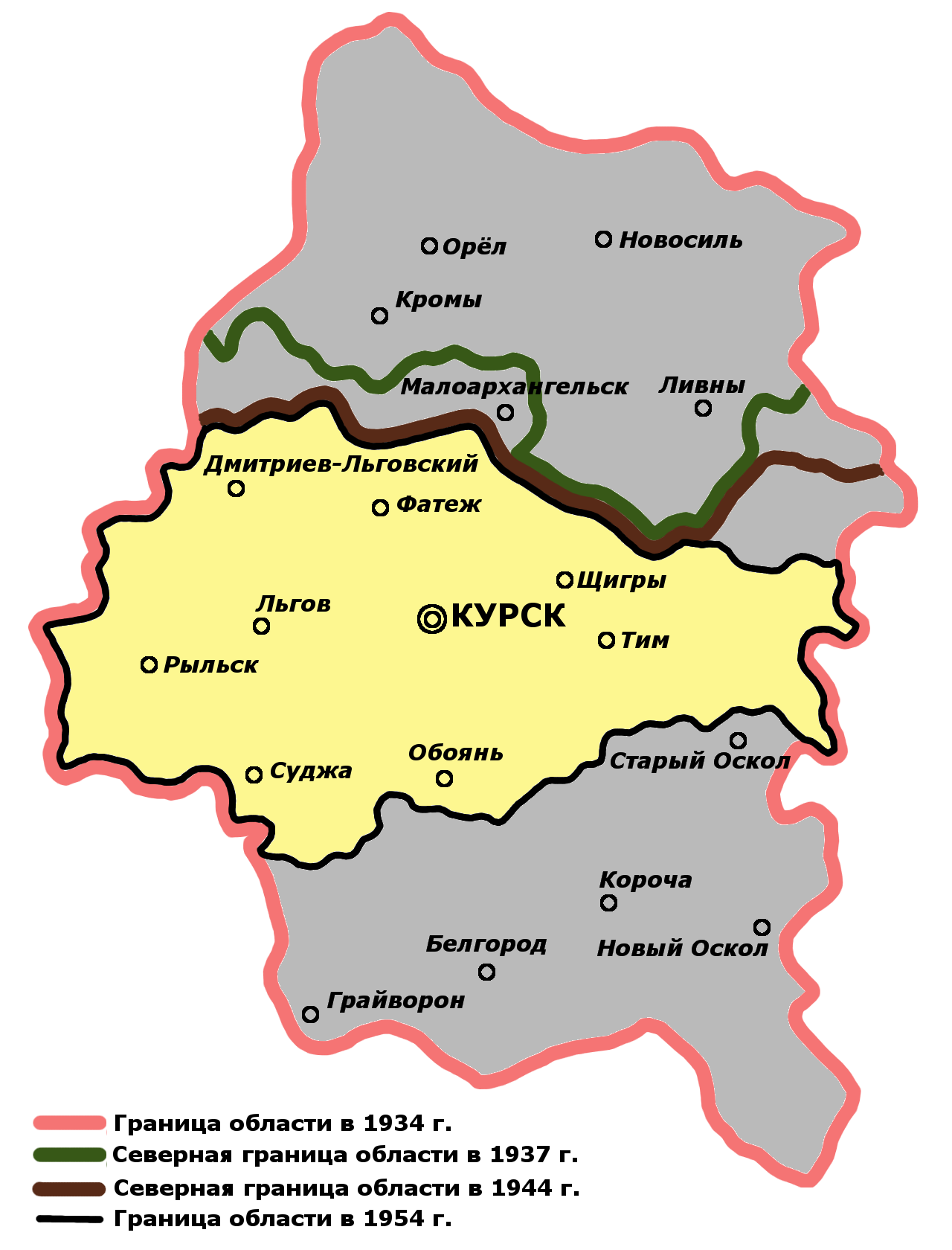
Изменение границ Курской области в 1934—1954 годах

В декабре 1957 года Курская область получила Орден Ленина, спустя 9 месяцев была удостоена той же награды во второй раз. В 1980 году город Курск был награждён орденом Отечественной войны I степени.
В 1982 году Курск отметил 950-летие, спустя два года был открыт мемориальный комплекс «Павшим в годы Великой Отечественной войны». 18 сентября 1988 года был впервые отпразднован день города.
В 1991 году указом президента РСФСР были назначены главы администраций Курска и области, началось активное строительство храмов.

## Курск в постсоветский период
В 1992 году был избран первый мэр города Курска Сергей Иванович Мальцев, в 1998 году в часть 55-летия победы на Курской дуге был открыт одноимённый мемориальный комплекс. Годом позже город подписал соглашение о дружбе и сотрудничестве с украинским городом Сумы.
В 2000 году было подписано соглашение о дружбе и партнёрстве с городами Приморско (Болгария) и Уйфегерто (Венгрия), 18 членов экипажа подводной лодки «Курск» были похоронены в столице Курской области.
В 2001 году соглашение о дружбе и партнёрстве были подписаны с Северодвинском, посёлком Видяево и городом Дебно, спустя 2 года договор о дружбе и сотрудничестве был подписан с Тирасполем и Измаилом.
Звание «Город воинской славы» было присвоено Курску в соответствии с указом от 27 апреля 2007 года. Звание было присвоено «За мужество, стойкость и массовый героизм, проявленные защитниками города в борьбе за свободу и независимость Отечества».